# Alfara de Carles
Alfara de Carles és un municipi de la comarca del Baix Ebre. El mot Alfara és d'origen àrab i deriva d’Al-fakhar, que significa 'teuleria'. En contra d'aquesta etimologia, el lingüista Joan Coromines defensa que deriva d’Al-hâra amb significat de 'vilatge' o 'llogaret'; tot refutant el significat de teuleria. Diu: "És evidentment dolenta l'etimologia al-fabhâra 'olleria' que Asín atribueix a Alfara, amb soberg menyspreu de tota norma fonética."
Una carretera local que parteix de la general entre Roquetes i Tortosa porta fins al cap del municipi i fins al Toscar. Emplaçat a l'indret del Toscar (vora el Barranc de la Conca i el del Bosc Negre), antic pas obligat cap els poblets del Baix Aragó, 6 km al sud-oest d'Alfara, el Castell de Carles és al cim d'un pujol (431 m, al peu del qual hi ha el despoblat de Carles i l'ermita antiga parròquia, de Sant Julià. El pas a través de la vall era controlat des de Carles i, també, des de les talaies de guaita de Penyaflor i de la Punta de la Miranda. Dalt el castell de Carles resten diversos murs i ruïnes coronant el cingle, alguns d'aparell força arcaic.

## El territori
Forma part del Parc Natural dels Ports amb 6.058,10 hectàrees del seu terme municipal, és situat a la part ponentina de la comarca al massís dels Ports de Tortosa-Beseit, els contraforts del qual accidenten tot el terme. Per llevant, des de les coves d'en Castells (extrem més septentrional del terme), una carena muntanyosa (on s'hi troba els colls d'en García, el tossal de la Cova del Bou (552 m), el de Penyaflor, el de Farrúbio (792 m) i la tossa de la Reina (1.114 m) fa de partió amb els municipis de Xerta, Aldover, Tortosa i Roquetes. Per ponent, i formant part també d'aquest massís dels Ports de Beseit o Tortosa, una altra serralada de cingleres i cimadals, a voltes sobrepassant el miler de metres d'altitud, fa de termenal amb els termes de Beseit (de la comarca del Matarranya), Arnes, Horta de Sant Joan (ambdós de Terra Alta) i Paüls; hi trobem el Bosc Negre, la Tosseta Rasa (1.217 m), els rasos de Maraco, la punta de l'Espina (1.182 m), que es prolonga per la Serra de l'Espina fins a la Coscollosa (879 m).
El territori, tant accidentat, és drenat pel Barranc de la Conca, on hi ha el despoblat de Carles i el paratge del Toscar, per la vall de la Figuera, que és la capçalera del barranc de la Cervera, i pel barranc del Llop, a l'esquerra del qual hi ha el poble d'Alfara, dalt un petit turó (334 m) i dominant la fondalada, estreta però aprofitada per al conreu de l'olivera i de l'ametller. Aquesta vall presenta al començament un aspecte àrid i un xic desolat per la manca d'aigua i de vegetació, s'hi destaquen grans parets calcàries i blanquinoses juràsiques sobre els terrenys vermellosos i groguencs del trias. Aquesta vall és separada de la de la Conca per un petit coll sota els rasos de Maraco per on passa un antic camí. En contrast amb l'aridesa de la vall del Llop, la de la Conca és força rica de vegetació i amb abundoses i cabaloses fonts, entre les quals la del Toscar, la font del Bosc Negre, la de l'Ullal i la de la Canaletta. També la font de la Cova Pintada i la de Santa Magdalena. I a la vall de la Figuera, a més de la font de la Figuera, i la de les Gúbies, prop de la cova del Tormo, i la font dels Bassiets.
Juntament amb aquesta abundància de fonts, a les cotes més altesressalta una frondosa vegetació, boscs de pi blanc i de pi roig, que ja d'antic han estat explotats; també hi ha carrascars, per bé que cada cop són més escassos; el matollar és ocupat per ginestes, romanins, esbarzers, argelagues, coscolls i margallons, la fibra dels quals ha estat molt utilitzada per a la confecció de cabassos.
L'abundor de fonts i deus possibilità, entre la fi del segle XVIII i la primeria del XIX, la construscció d'un gran nombre de molins de farina a les vorades del barranc de la Conca (el 1860 hi havia el molí de l'Oliva de Sorolla, el del Pont i el de Planilles), alhora que impulsà la creació de fàbriques de paper (els molins de paper documentats el 1860 són prop de la font de l'Ullal i teixits. El potencial hidràulic era també aprofitat per a la fabricació de vidre, ben remarcable des de la primeria del segle XVII fins a les acaballes del xviii. Encara a mitjan segle xix hi havia diversos molins d'oli (dits de Palaca). A finals del segle xx, el cabal de les fonts del Toscar i de l'Ullal es va aprofita per instal·lar un viver de truites.

## Sector forestal
De propietat comunal, particular i d'estat, el sector forestal ocupa més de les tres quartes parts del terme. Hi ha 1.385 ha de pinars, 3.957 de malesa o matollar i 156 de pasturatges. Completa l'economia una agricultura molt escassa al regadiu (40 ha) i un xic més extensa el secà (856 ha), ocupat sobretot per oliveres i ametllers. Les terres de conreu, repartides en força explotacions, són explotades directament pels seus propietaris. Les muntanyes, que serveixen de pastura a les ramades, des de l'últim quart de segle XX minvants (se celebra una fira ramadera per Sant Miquel els dies 29 i 30 de setembre, de bestiar oví, (uns 3.500 caps) i caprí (uns 300 caps), són, a més, zones de caça abundant, de porc senglar sobretot, però també de llebres i cabres munteses. Hi ha raberes de braus (uns 500 caps) i, a partir dels anys 1960, diverses granges per a la recria de gallines, activitat aquesta de notable incidència en l'economia del municipi, puix que en viuen un tant per % molt elevat de les famílies.

## Història
Sembla que el nom del municipi deriva d'un poblat que existia abans de la Reconquesta, anomenat llavors Castles. Tot i que no se sap amb certesa l'origen, va estar habitat en època andalusí, d'on li ve l'altra part del nom Alfara, que vol dir 'teuleria' o 'llogaret', (segons les hipòtesis dels diferents lingüistes). Els musulmans probablement construïren el castell. El 1148, quan després de la conquesta de Tortosa, el comte Ramon Berenguer IV atorgà a Pere I de Sentmenat, que s'hi havia distingit, a més de la castlania d'un dels tres castells de la Suda, l'escrivania de la cúria, la paeria i la presó de la Suda, el castell de Carles. Pere I, fill de Beatriu, és un dels personatges més antic de la nissaga dels Sentmenat. Casat amb Ermessenda, al morir repartí els seus béns entre els fills. A Arnau (mort després de 1170), que sembla que era el primogènit, li cedí els béns de la Catalunya Nova; aquest personatge formà la línia de Tortosa i Carles. El succeí Ramon (I), que atorgà als habitants de Carles el 1237 una carta de poblament i franqueses, establint-los les cases i les terres del terme. El 1250 el mateix senyor ratificà la carta susdita. No se sap com es relaciona amb la senyoria dels Sentmenat a Carles la noticia segons la qual el 1205 Pere el Catòlic traspassà els drets que hi posseïa a un tal Drogo de Verdeyo, personatge que efectivament hi tingué alguns drets, per tal com el 1211 rebé del bisbe de Tortosa el terç del delme de les parròquies del terme de Paüls i Carles. Succeïren a Ramon I de Sentmenat en la senyoria de Carles, el seu fill Guillem; que el 1302 vengué al rei Jaume el Conqueridor la vegueria de Tortosa i els seus néts Pere (II) i Ramon (II). De curta vida el primer, el segon tingué dos fills: Anna (casada amb Bernat de Pinnan, heretà els termes del castell de Nules i Pere (III).
Al segle xiii atorgà carta de poblament i deixà el territori en mans de Ramon de Sentmenat que la tingueren fins al 1434, que la ciutat de Tortosa comprà la vila per recuperar la independència administrativa al segle xx. A finals del segle XV per raó d'una epidèmia que es declarà 1479 i que delmà molt la població, els supervivents abandonaren el lloc de Carles i traslladaren la seva residència a Alfara, també dita Alfara de Carles. Respecte d'aquesta segona part del nom, o del topònim de l'actual despoblat, Carles, aquest és documentat antigament Castles. Aquesta forma és versemblant de mirar-la com un pas més dins el procés evolutiu que, emmarcant tota una sèrie de canvis fonètics i morfològics, partia del mot llatí castella (plural de castellum, diminutiu de castrum) passat al català com a castla (femení i singular), que, en plural, dona la forma documentada Castles. El pas de Castles a Carles és del tot paral·lel al que e dona entre castlà i carlà. Castles o Carles significa, doncs, "castells, fortificacions".

## Geografia
- Llista de topònims d'Alfara de Carles (Orografia: muntanyes, serres, collades, indrets..; hidrografia: rius, fonts...; edificis: cases, masies, esglésies, etc).

## Llocs d'interès
- Ports de Tortosa-Beseit
- Ruïnes del castell de Carles i ermita de Sant Julià[3]
- Església de Sant Agustí (segle xviii)

## Demografia
| 1497 f | 1515 f | 1553 f | 1717 | 1787 | 1857 | 1877 | 1887  | 1900  | 1910 |
| ------ | ------ | ------ | ---- | ---- | ---- | ---- | ----- | ----- | ---- |
| 12     | 14     | 16     | 123  | -    | 646  | 955  | 1.041 | 1.000 | 969  |

| 1920 | 1930 | 1940 | 1950 | 1960 | 1970 | 1981 | 1990 | 1992 | 1994 |
| ---- | ---- | ---- | ---- | ---- | ---- | ---- | ---- | ---- | ---- |
| 944  | 870  | 809  | 713  | 614  | 551  | 441  | 409  | 389  | 389  |

| 1996 | 1998 | 2000 | 2002 | 2004 | 2006 | 2008 | 2010 | 2012 | 2014 |
| ---- | ---- | ---- | ---- | ---- | ---- | ---- | ---- | ---- | ---- |
| 383  | 382  | 365  | 355  | 385  | 341  | 392  | 398  | 399  | 395  |

| 2016 | 2018 | 2020 | 2022 | 2024 | 2026 | 2028 | 2030 | 2032 | 2034 |
| ---- | ---- | ---- | ---- | ---- | ---- | ---- | ---- | ---- | ---- |
| 371  | 368  | 376  | 359  | 361  | -    | -    | -    | -    | -    |

## Política

### Eleccions municipals
Nombre de regidors per partit
| Junts                                      | -  | -  | - | - | - | - | - | - | - | - | - | 1 |
| PSC                                        | -  | -  | - | 2 | - | - | 3 | 4 | 4 | 6 | - | - |
| PP                                         | -  | 3  | 1 | 1 | 2 | 2 | 0 | - | - | - | - | - |
| ERC                                        | -  | -  | - | - | - | - | - | - | - | - | 7 | 6 |
| CiU                                        | -  | -  | 6 | 4 | 5 | 5 | 4 | 3 | 3 | 1 | - | - |
| UCD                                        | 5  | -  | - | - | - | - | - | - | - | - | - | - |
| Altres                                     | 2a | 4b | - | - | - | - | - | - | - | - | - | - |
| Total                                      | 7  | 7  | 7 | 7 | 7 | 7 | 7 | 7 | 7 | 7 | 7 | 7 |
| a Coalición Democrática; b Independientes; |    |    |   |   |   |   |   |   |   |   |   |   |

## Imatges d'Alfara

Escut tradicional d'Alfara de Carles fins a l'oficialització de l'actual.
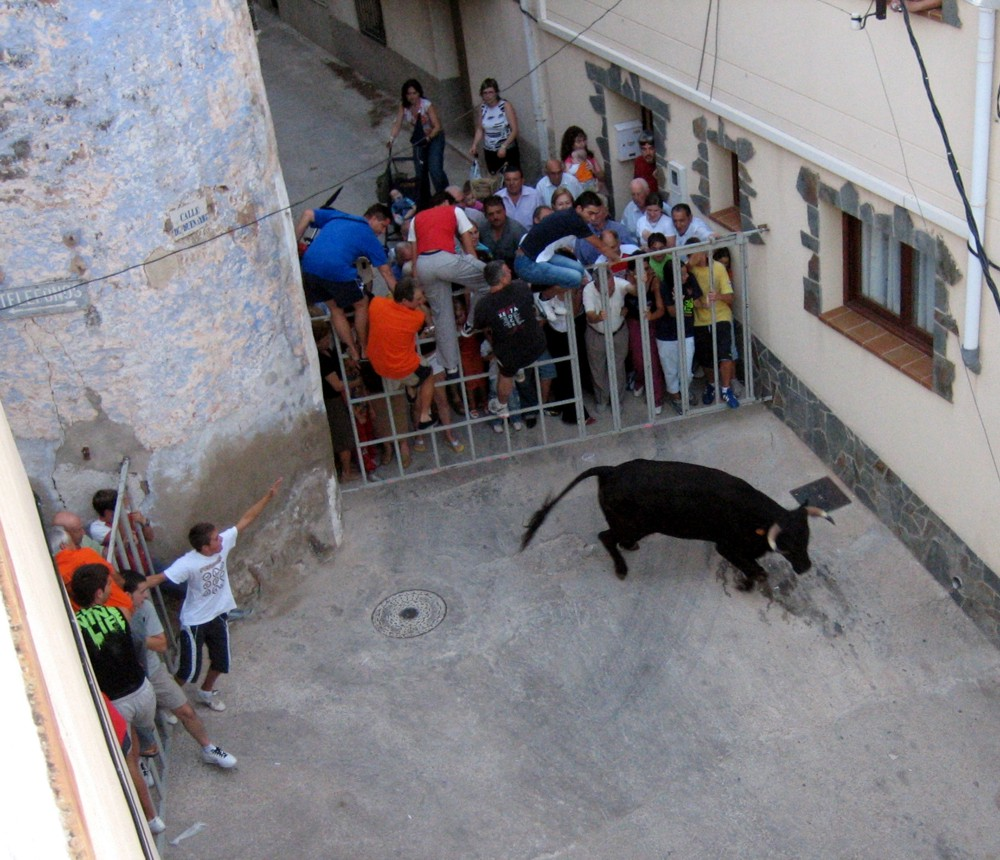
Correbou pels carrers d'Alfara. Els correbous són una festa força estesa a les Terres de l'Ebre; se celebren durant les festes majors de molts pobles.
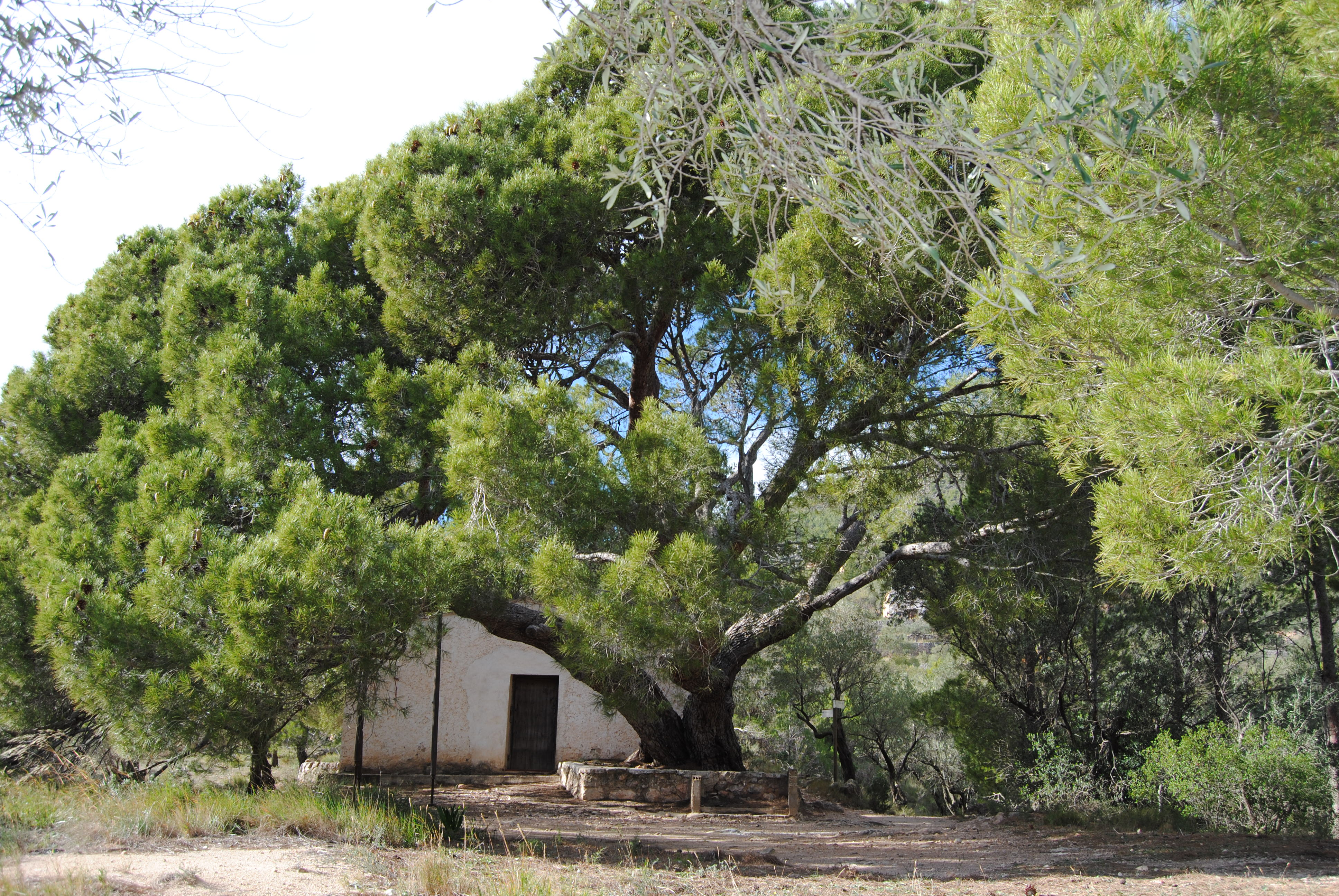
El Pi del Perillo (Entre el TM d'Alfara i Xerta)